# Шахов, Николай Александрович
Николай Александрович Шахов — советский хозяйственный и политический деятель.

## Биография
Родился в 1931 году в Юринском районе Марийской АССР. Член КПСС.
Окончил Казанский химико-технологический институт им. Кирова.
В 1954—1967 гг. — инженер лаборатории, старший инженер, заведующий промышленно-транспортным отделом, секретарь Кировского райкома КПСС города Перми, секретарь парткома, начальник производства, главный инженер НИИ по разработке составов и технологий артиллерийских порохов и смесового твёрдого ракетного топлива для стратегических ракет и систем залпового огня в Перми.
В 1967—1991 гг. — инструктор, заведующий сектором, заместитель заведующего Отделом оборонной промышленности ЦК КПСС.
В 1991—1995 гг. — советник Отдела по вопросам обороны и безопасности государства при Президенте СССР, заведующий отделом Службы государственного советника Российской Федерации по вопросам конверсии.
Лауреат Государственной премии СССР (1984, закрытым указом).
Живёт в Москве.